# Friedrich Gulda
Œuvres principales
Concerto for Myself
Friedrich Gulda, né le 16 mai 1930 à Vienne et mort le 27 janvier 2000 à Weißenbach am Attersee dans la commune de Steinbach am Attersee en Autriche, est un musicien autrichien, pianiste classique, clavicordiste et compositeur de jazz.

## Biographie
Lauréat en 1946 du premier prix du Concours international d'exécution musicale de Genève, Gulda est considéré comme l'un des  interprètes classiques importants du XXe siècle, en raison du caractère jamais routinier, toujours audacieux et novateur, mais jamais facile, de ses  exécutions,. Spécialiste du répertoire classique et romantique, son nom est surtout associé à celui de Ludwig van Beethoven, dont il a enregistré à trois reprises le corpus des 32 sonates et également le Concerto no 5 dit « L'Empereur » (avec l'Orchestre philharmonique de Munich), ainsi qu'à celui de Wolfgang Amadeus Mozart, dont il était un admirateur sans limites. Il a aussi beaucoup joué Jean-Sébastien Bach au clavicorde et au piano.
Mais Gulda était aussi une personnalité étrange et controversée en dehors de ses récitals de musique classique.
De fait, ses concerts proposaient des mélanges incongrus, où un nocturne de Frédéric Chopin et un impromptu de Franz Schubert étaient entrecoupés de morceaux de jazz de sa composition, ou de longues improvisations sur un thème de Thelonious Monk. Cet aspect de sa personnalité musicale n'a cependant, à sa grande fureur, jamais touché ni le grand public, ni les amateurs de musique classique, désorientés, ni les amateurs de jazz, pour lesquels sa touche et son sens du rythme n'étaient pas assez affranchis des contraintes du métronome.
Friedrich Gulda est mort le jour anniversaire de la naissance de Mozart, ce qu'il souhaitait ; demeurant comme l'un des plus grands interprètes de son siècle.